# Église Notre-Dame de Gizeux
Pour les articles homonymes, voir Église Notre-Dame.
L'église Notre-Dame de Gizeux est l'église paroissiale de culte catholique de Gizeux (Indre-et-Loire), monument dont les phases de construction s'échelonnent du XIIe au XVIIe siècle, et qui abrite trois « objets classés » dans la base Palissy, base de données sur le patrimoine mobilier français collectées par le service des monuments historiques (MH).

## Histoire
Avant la Révolution, Gizeux était dans le ressort de l'élection de Saumur et faisait partie de l'archiprêtré de Bourgueil, diocèse d'Angers. Cette paroisse était donc en Anjou. En 1790, devenue « commune », elle fit partie des vingt-six qui furent détachées de cette province pour être rattachées à l'Indre-et-Loire. Depuis 2018, Gizeux est un des « clochers » de la nouvelle paroisse Saint Pierre en Bourgueillois, au sein du doyenné de Chinon.
L'église actuelle a remplacé une antique chapelle consacrée à saint Hermeland. Du monument présent, l'abside et le chœur datent du XIIe siècle, les deux chapelles latérales datent des XVIe et XVIIe siècles, et le clocher a été bâti en 1840, durant une phase d'agrandissement de l'édifice.
L'historien Jacques-Xavier Carré de Busserolle, et la base généalogique universelle Roglo, donnent la liste des seigneurs de Gizeux, où la famille du Bellay tient une place importante.

Blason de la famille du Bellay

## Description
Sa position est excentrée à l'est du bourg, en direction du château.
Elle est bâtie sur un plan en croix latine d'axe nord-ouest / sud-est, respectant à peu près l'orientation traditionnelle ouest / est.
De la partie de l'église datant du XIIe siècle, c'est l'abside qui représente le mieux l'art roman : fenêtres encadrées de colonnettes qui soutiennent des arcs en plein cintre, chapiteaux décorés ou colonnes engagées dans la face externe du mur.

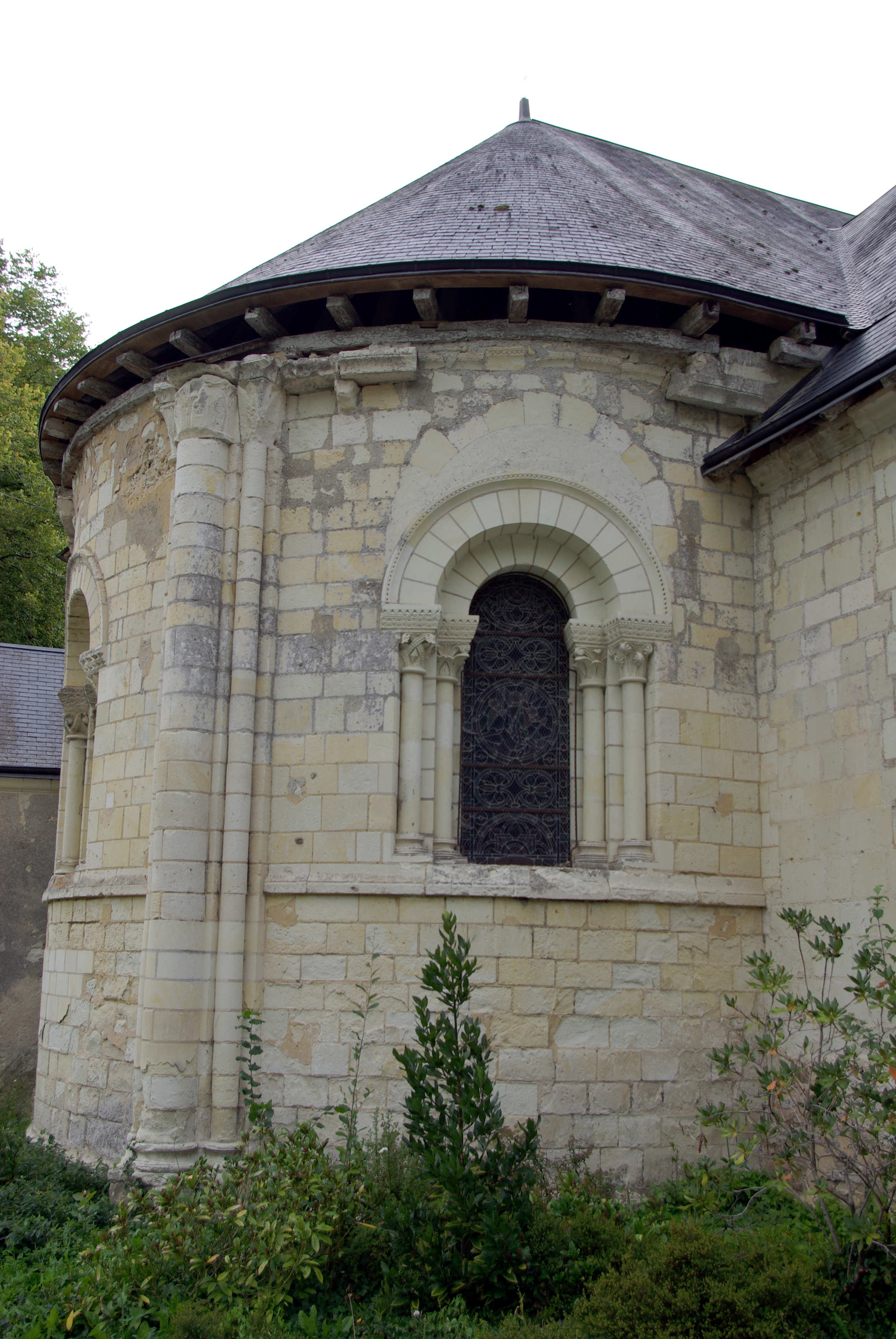
Église N-D de Gizeux. Abside

L'agrandissement de l'église opéré au XIXe siècle s'est inspiré du style roman d'origine pour la nef, qui présente une voûte romane en berceau.
Par ailleurs, l’église est ornée de plusieurs vitraux du XIXe siècle provenant de l’atelier des Lobin, maîtres-verriers à Tours, notamment une charité de saint Martin, vitrail réalisé par Lucien-Léopold Lobin en 1890.

## Patrimoine mobilier classé
Trois objets mobiliers sont classés au titre des monuments historiques, dont deux, en marbre blanc, qui représentent chacun un couple en prière agenouillé (des « orants », orientés vers le sud-est, parallèlement à l'axe de l'église) :
- statues funéraires de René du Bellay (-1606) et de Marie du Bellay (-1611), placées dans la chapelle sud, dite de Saint-Jean[9]

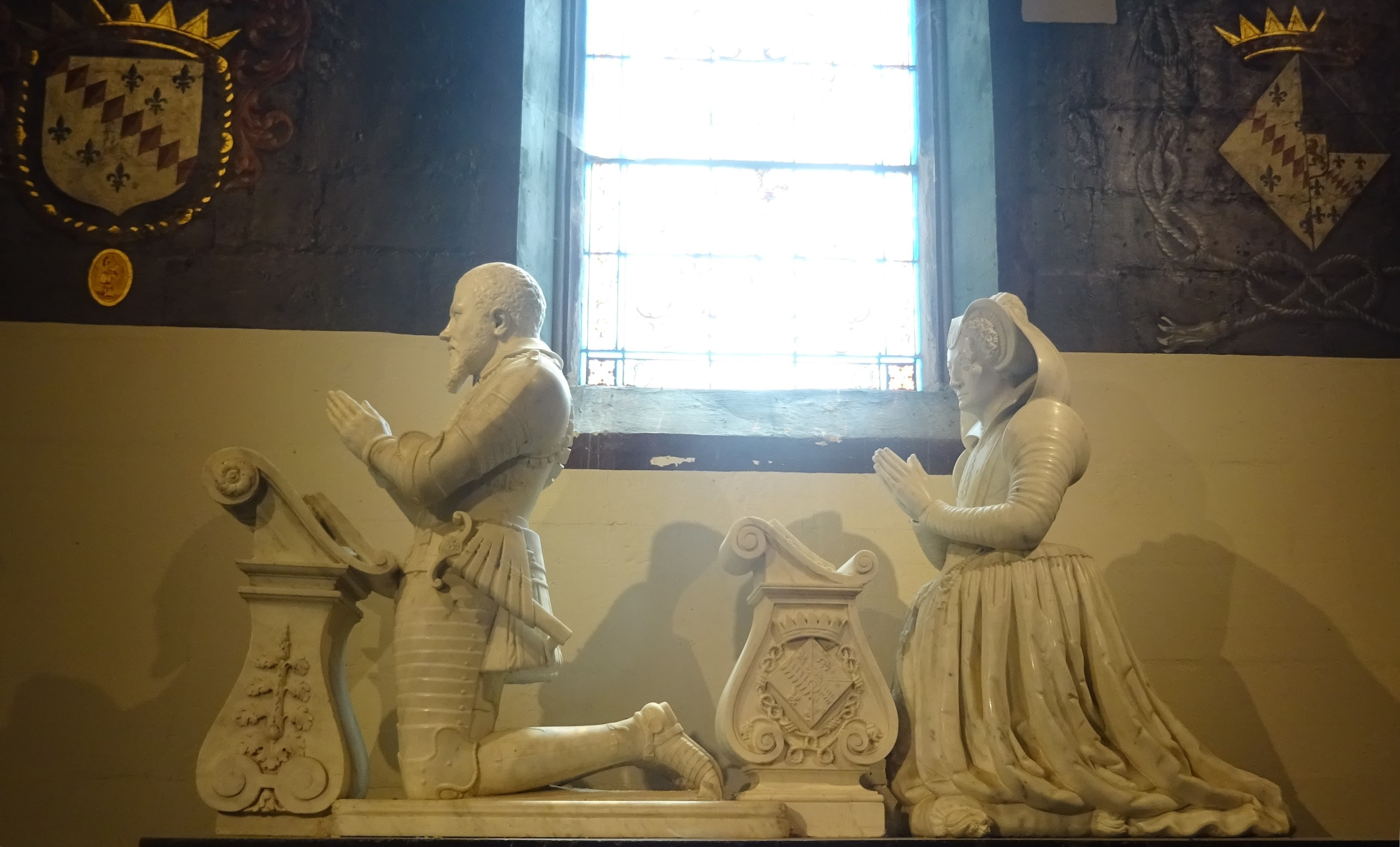
Orants de René du Bellay et de son épouse Marie du Bellay

- monument funéraire de Claude de Villequier (1588-1607)[10]
- statues funéraires de Martin du Bellay (1571-1637), prince d'Yvetot, et de Louise de Sapvenières [Savonnières] (1563-1625)[11] placées dans la chapelle nord, dite de la Vierge[1],[12].

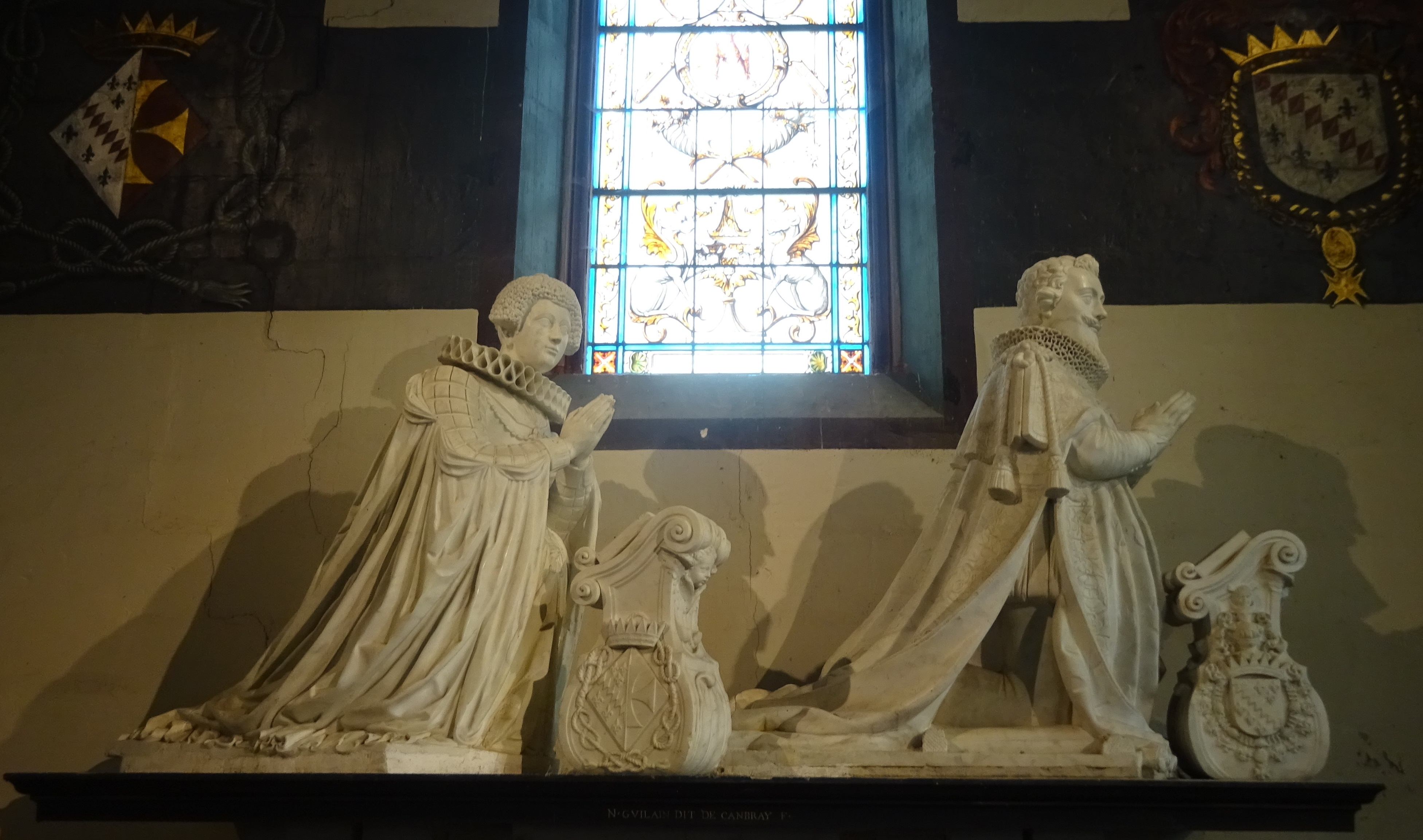
Orants de Martin du Bellay et de son épouse Louise de Savonnières

Selon l'inscription gravée sur le piédestal en marbre noir de ce groupe statuaire (N.GVILAIN DIT DE CANBRAY F. [Fecit]), les statues sont clairement attribuables au sculpteur Nicolas Guillain (1550, Cambrai – 1639, Paris). Les tombeaux ont été achevés en 1630.
Sur le flanc de chaque piédestal une plaque en marbre gravée donne les noms, les titres et les distinctions des personnages inhumés dans le tombeau. Le blason de la famille du Bellay est apposé sur le mur, au-dessus du monument.
Chaque groupe d'orants a été classé au titre d'objet monument historique le 16 février 1903,, et le monument funéraire, le 4 novembre 1908.

### Liens de parenté

#### Entre les deux couples représentés
René du Bellay et Marie du Bellay sont les parents de Martin du Bellay.

#### De Claude de Villequier
Claude de Villequier est le fils d'un premier mariage de Louise de Savonnières avec René de Villequier,.

#### Entre Joachim du Bellay et René du Bellay
René du Bellay est le fils d'un cousin germain du poète Joachim du Bellay (1522-1560).

## Autres tombeaux
Dans son ouvrage Dictionnaire géographique, historique et biographique d'Indre-et-Loire et de l'ancienne province de Touraine, tome III (1878-1884), Jacques-Xavier Carré de Busserolle indique que sous la chapelle de la Vierge sont également inhumés Louis-Gabriel-Marie de Contades-Gizeux (1759-1825) et son épouse Julie-Perine Constantin de la Lorie (1767-1840), châtelains du château de Gizeux.